# Angelus d'Ongnies et d'Estrees

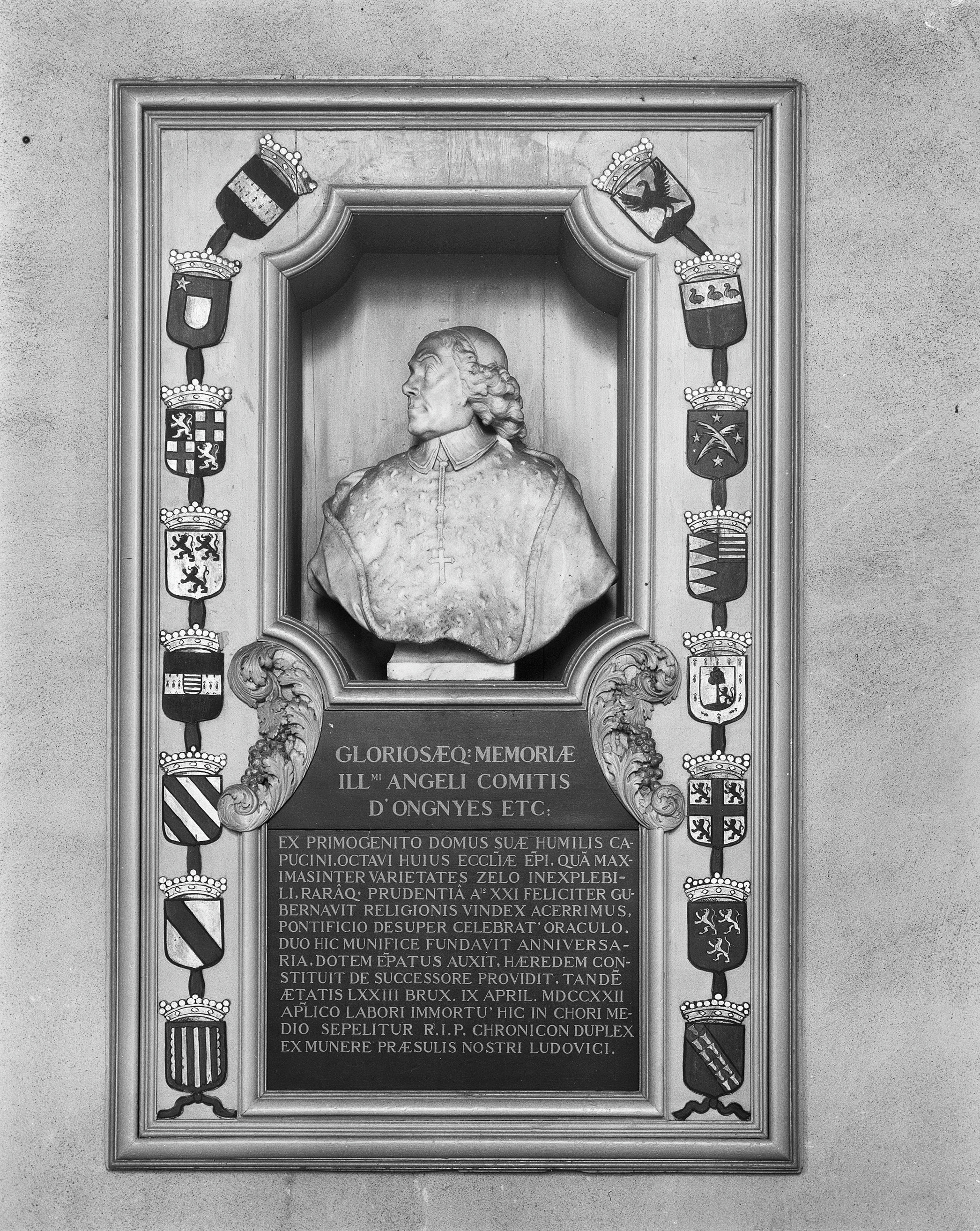
Epitaaf van Angelus d'Ongnies et d'Estrees in de Sint-Christoffelkathedraal in Roermond.

Angelus d'Ongnies et d'Estrees (Brussel, 18 december 1650 - aldaar, 9 april 1722) was de achtste bisschop van Roermond van 1701 tot 1722. Zijn wapenspreuk was: Nescia sordis (Onbekend met gemene dingen).

## Loopbaan
Gedoopt als Alonzo en geboren in het Hôtel d'Ursel te Brussel, was hij een zoon van Charles-Philippe d'Ongnies (1625-1670) de verarmde graaf d'Estrées en van Marie-Marguerite d'Ursel. In 1668 trad Alonzo (nu: Angelus) in Leuven toe tot de orde van de Kapucijnen en werd priester. In 1685 werd hij tot veldpredikant benoemd. Hij trok mee met de legers door Spanje, Italië, en Duitsland en bracht het tot hofpredikant bij Maximiliaan-Emmanuel van Beieren. Ook kwam hij in Engeland en las daar de mis in het Koninklijk paleis in aanwezigheid van koning Jacobus II.
Op 11 december 1701 werd Angelus tot bisschop van Roermond benoemd en op 19 januari 1702 hield hij zijn plechtige intrede. Op 1 oktober 1705 deed de koningin-moeder van Denemarken, Charlotte Amalia het bisschoppelijk paleis van Roermond aan, na een kuur in Aken. De bisschop schonk haar een schilderij van zichzelf en hij kreeg enige tijd later een schilderij van de prinses als tegengift toegestuurd. Bij geschillen wendde hij zich steeds tot de hoogste personen zoals de koning van Pruisen of de staatse gedeputeerden in Den Haag. Ondanks de staatse bezetting van 1702-1715 wist hij het aanzien van de katholieke kerk hoog te houden. Op 9 april 1722 overleed hij in Brussel, waar hij wegens zaken was. Zijn stoffelijk overschot werd naar Roermond vervoerd en begraven op het hoge koor van de domkerk.
Lit.: Graaf B. d'URSEL, Les Schetz. La Maison d'Ursel, Brussel, 2004, deel 2, p. 62.
- Biografisch Portaal: 84361573
- Digitale Bibliotheek voor de Nederlandse Letteren: ongn001
- Gemeinsame Normdatei: 140243968
- International Standard Name Identifier: 0000 0000 7665 2460
- Nederlandse Thesaurus van Auteursnamen: 315178531
- Virtual International Authority File: 103781928
- WorldCat: E39PBJxhpTBxdXcpKRGKgHVQv3